# Unterhaching
Unterhaching je město v Německu s 25 000 obyvateli. Nachází se v Bavorsku v mnichovském okrese, asi 6 km jižně od centra Mnichova. Poprvé je Unterhaching zmiňován v roce 1180 pod latinským názvem inferiori hachingin. Samostatnou obcí se stal po oddělení od Ottobrunnu v roce 1955. Počet obyvatel vzrostl po výstavbě sídlišť Grünau a Fasanenpark v šedesátých letech, kterou inicioval Karl Mathes.
Ve městě je potravinářský průmysl (výroba žvýkaček a hořčice), sídlí zde prodejce sportovních potřeb Sportscheck a v roce 2007 byla uvedena do provozu velká geotermální elektrárna. Prochází tudy železnice z Mnichova do Lenggries.
Nejdůležitější památkou je farní kostel svatého Korbiniána z počátku 14. století.
Místní fotbalový klub SpVgg Unterhaching hrál na přelomu tisíciletí v nejvyšší německé soutěži.
Starostou je od roku 2008 Wolfgang Panzer z SPD.

## Partnerská města
- Bischofshofen, Rakousko
- Le Vésinet, Francie
- Witney, Velká Británie
- Adeje, Španělsko
- Żywiec, Polsko
- Dallgow-Döberitz, Německo